# Національні лабораторії Sandia
Національні лабораторії Sandia (англ. Sandia National Laboratories SNL), також відома як Sandia — одна з трьох науково-дослідних лабораторій Національного управління ядерної безпеки (NNSA) Міністерства енергетики США. Штаб-квартира знаходиться на авіабазі Кертленд в Альбукерке, штат Нью-Мексико, другий головний об’єкт знаходиться поруч із Ліверморською національною лабораторією імені Лоуренса в Ліверморі, штат Каліфорнія, і випробувальним центром у Ваймеа, штат Кауаї, Гаваї. Sandia належить федеральному уряду США, але управляється приватно National Technology та Engineering Solutions of Sandia, дочірньою компанією Honeywell International.
Заснована в 1949 році, SNL є «багатомісійною лабораторією», основною метою якої є підвищення національної безпеки США шляхом розробки різноманітних науково обґрунтованих технологій. Її робота охоплює приблизно 70 сфер діяльності, включаючи ядерне стримування, контроль над озброєннями, нерозповсюдження, утилізацію небезпечних відходів і зміну клімату. Sandia проводить широкий спектр дослідницьких ініціатив, включаючи обчислювальну біологію, фізику, матеріалознавство, альтернативну енергетику, психологію, MEMS та когнітивну науку. Зокрема, тут розміщено одні з найперших і найшвидших у світі суперкомп’ютерів ASCI Red і ASCI Red Storm, а наразі тут знаходиться Z Machine, найбільший у світі генератор рентгенівського випромінювання, призначений для тестування матеріалів в екстремальних умовах таких як температура і тиск.
Sandia проводить дослідження через угоди про партнерство з академічними, урядовими та комерційними організаціями. Освітні можливості доступні в рамках кількох програм, включаючи Програму забезпечення найкращих академічних досліджень і талантів в історично чорношкірих коледжах і університетах (START HBCU) і Мережу партнерства університету Сандія (співпраця з Університетом Пердью, Техаським університетом в Остіні, Джорджія). Технологічний інститут, Іллінойський університет Урбана-Шампейн та Університет Нью-Мексико).

## Історія лабораторії
Коріння національних лабораторій Sandia сягає Другої світової війни та Манхеттенського проекту. До того, як Сполучені Штати офіційно вступили у війну, армія США орендувала землю поблизу аеропорту Альбукерке, штат Нью-Мексико, відомого як Окснард-Філд, для обслуговування тимчасових літаків армії та ВМС США. У січні 1941 року розпочалося будівництво військової авіабази Альбукерке, що призвело до створення Bombardier School-Army Advanced Flying School ближче до кінця року. Незабаром після цього він був перейменований на Кіртленд-Філд на честь раннього військового льотчика армії полковника Роя С. Кертленда, а в середині 1942 року армія придбала Окснард-Філд. У воєнні роки об'єкти були розширені, і Кіртленд-Філд служив основним навчальним об'єктом ВПС армії.
Протягом багатьох місяців, що передували успішному вибуху першої атомної бомби, випробуванню Трініті та поставці першої бортової атомної зброї, Проекту Альберта, Дж. Роберт Оппенгеймер, директор Лос-Аламоської лабораторії, та його технічний радник Хартлі Роу, почав шукати нове місце, зручне для Лос-Аламоса, для продовження розробки зброї – особливо її неядерні аспекти. Вони вважали, що для виконання цих функцій найкраще було б створити окремий підрозділ. Кертленд задовольнив транспортні потреби Лос-Аламоса як для проектів Трініті, так і для проектів Альберта, тому Окснард-Філд було передано з-під юрисдикції армійського повітряного корпусу до начальника інженерного округу армії США, а згодом до Манхеттенського інженерного округу. У липні 1945 року в Окснард-Філд було засновано попередницю лабораторії Sandia, відомої як відділ «Z», щоб займатися майбутніми розробками зброї, випробуваннями та складанням бомб для Манхеттенського інженерного округу. Окружна директива, що вимагає створення безпечної зони та будівництва об’єктів відділу «Z», називала це « базою Сандія », на честь сусідніх гір Сандія — очевидно, перше офіційне визнання назви «Сандія».

## Дивись також
- Брукхейвенська національна лабораторія
- Ліверморська національна лабораторія імені Лоуренса
- Мова програмування jess